# 구스타프 크루프 폰 볼렌 운트 할바흐

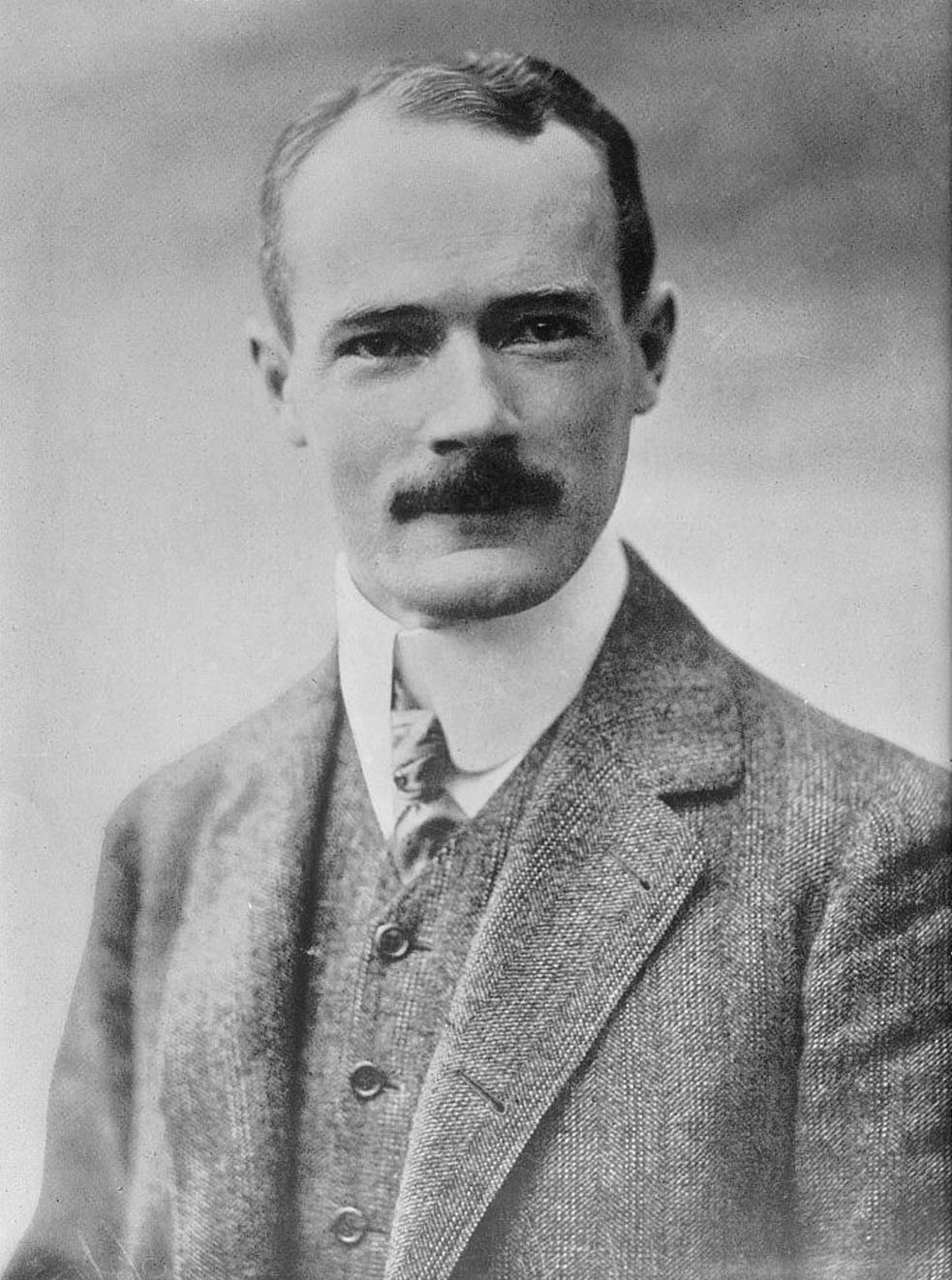
구스타프 크루프 폰 볼렌 운트 할바흐 (1915년)

구스타프 게오르크 프리드리히 마리아 크루프 폰 볼렌 운트 할바흐(독일어: Gustav Georg Friedrich Maria Krupp von Bohlen und Halbach, 1870년 8월 7일 ~ 1950년 1월 16일)는 독일의 군수기업 크루프 중공업의 1909년 ~ 1941년 경영자이다. 1945년 뉘른베르크 재판에 기소되었으나 건강 악화를 이유로 석방되었고 이후 병사했다. 